# Zarren
Zarren är en ort i Belgien. Den ligger i provinsen Västflandern och regionen Flandern, i den västra delen av landet. Zarren ligger 8 meter över havet och antalet invånare är 2 061.
Terrängen runt Zarren är mycket platt. Närmaste större samhälle är Roeselare, 14,0 km sydost om Zarren. 
Trakten runt Zarren består till största delen av jordbruksmark och norrut finns skog.